# Владислав Рачкевич
Владислав Рачкевич (пол. Władysław Raczkiewicz; 1885—1957) — польський політичний, громадський та військовий діяч, учасник I світової війни i польсько-радянської війни, міністр внутрішніх справ у складі чотирьох урядів Польщі (1921, 1925—1926, i 1935—1936), сенатор і Маршалок сенату III каденції (1930—1935), воєвода Новогрудський (1921—1924), Вільненський (1926—1931), Краківський (1935), Поморський (1936—1939), президент Всесвітнього Союзу поляків за кордоном (1934—1939), Президент Польщі (за кордоном) (1939—1947).

## Молодість та освіта
У 1903 році закінчив гімназію у Твері. Потім вивчав право і математику в Санкт-Петербурзькому університеті. Брав участь у нелегальних молодіжних організаціях: Національна Молодіжна Організація та Союз польської молоді «ZET». Щоб уникнути переслідувань, переїхав в Тарту, де в 1911 році закінчив місцевий університет.
До початку I світової війни працював юристом у Мінську.

## Війна
Під час війни служив в російській армії, у званні прапорщика. Після Лютневої революції організував польські військові загони в Росії. Був одним з організаторів Верховного польського військового комітету, ккерівником якого був вибраний на І Загальному з'їзді польських військових в Петербурзі 8-22 червня 1917 року. У 1918 році обіймав посаду президента Верховної ради збройних сил Польщі, заснованої в Києві. Був керівником Військового відділу Комітету оборони східних земель. Воював, у званні лейтенанта, у литовсько-білоруській дивізії. У 1918 році брав участь у боях із більшовиками під Мінськом.

## Діяльність в ІІ РП
У листопаді 1920 року очолював адміністрацію східних територій, що колись входили до складу ВКЛ. Від грудня 1920 до червня 1921 був делегатом при раді Серединної Литви у Вільнюсі. З червня по листопад 1921 був міністром внутрішніх справ в уряді Вінцентія Вітоса.Від жовтня 1921 до серпня 1924 обіймав посаду воєводи Новгородського, від серпня 1924 до травня 1925, як делегат уряду перебував у Вільнюсі. З червня 1925 до травня 1926 знову обіймав посаду міністра внутрішніх справ. Після травневого перевороту від травня 1926 до грудня 1930 року, був воєводою Вільнюським. В грудні 1930 року став маршалком польського сенату. Від жовтня 1935 до червня 1936 втретє був міністром внутрішніх справ. Від липня 1936 був воєводою Поморським. 12 вересня 1939 уряд довірив йому організування у США допомоги для осіб окупованого краю. 17 вересня перетнув румунсько-польський кордон в Кутах. 27 вересня прибув у Париж.

## Президент Польщі в еміграції
30 вересня 1939 року обійняв посаду президента РП. На початку грудня 1939 з урядом покинув Францію і перебрався до Великої Британії. 18 грудня 1942 року звернувся до папи Пія ХІІ з проханням про публічне засудження знущань над поляками і євреями в окупованій Польщі.
Помер 6 червня 1947 року в Ратіні (Уельс), після довготривалої хвороби (лейкоз) Був похований на цвинтарі польських пілотів у Ньюарку поруч із генералом Владиславом Сікорським.